# Daniela Gattelli
Daniela Gattelli (Ravena, 19 de novembro de 1975) é uma ex-voleibolista indoor e jogadora de vôlei de praia suíça medalhista de ouro no Campeonato Europeu de 2002 na Suíça, vice-campeã na edição de 1997 na Itália e medalhista de bronze nos anos de 2004 e 2005, na Alemanha e Turquia, respectivamente.

## Carreira
Ela iniciou no voleibol de quadra, defendeu o Bagnacavallo, como oposto, a partir da temporada 1987-88 ( primeira divisão de acesso), 1988-89 (Série D), 1989-90 (Série C2), depois, atuou num time da elite nacional, ou seja, a Série A1, pelo Teodora Ravenna na jornada esportiva 1990-91, na temporada atuou por este clube que utilizou a alcunha de Futura Ravenna na Série A2 1991-92,  voltando a disputar por este na Série A1 1992-93 com a alcunha de "Il Messaggero Teodora Ravenna", como Teodora Ravenna na Série A1 nos períodos de 1993-94 e 1994-95, também utilizando o nome "Romagna Fert Ravenna" na temporada 1995-96, depois, transferiu-se na temporada 1996-97 pra outro time da elite, o Yokohama Montichiari e  por último atuou na Série A2 pelo Biasia Vicenza, conquistando o título da Copa A2 Itália.
Na jornada esportiva de 1996, compôs dueto com Lucilla Perrotta,  sendo sétima colocadas no Challenge de Vasto. Juntas foram medalhistas de prata no Campeonato Europeu de 1997 em Riccione e estrearam no Circuito Mundial de 1997, no Aberto de Pescara, finalizaram no décimo sétimo lugar, mesmo posto no Aberto de Marselha e no Campeonato Mundial de Los Angeles, terminaram na nona posição no Aberto de Pusan e Salvador e em sétimo no Aberto de Espinho.
Com Lucilla Perrotta, disputou a jornada do circuito mundial de 1998, terminaram no décimo sétimo lugar nos Abertos de Espinho, Osaka, Dalian e Salvador, ainda em nono posto nos Abertos de Vasto, Toronto e Marselha. No Challenge de Porto San Giorgio  em 1999 terminaram em nono lugar e no Campeonato Europeu de Voleibol de Praia de 1999 em Palma de Maiorca, finalizaram no décimo terceiro lugar, assim como no Campeonato Mundial de Marselha, e no circuito mundial, terminaram no décimo sétimo lugar nos Abertos de Acapulco e Dalian, no décimo terceiro posto nos Abertos de Toronto, Espinho e Osaka.  
Em 2000, disputaram os eventos do circuito mundial, finalizaram no décimo sétimo lugar nos Abertos de Espinho e Berlim, no décimo terceiro posto no Aberto de Fortaleza, disputaram os Jogos Olímpicos de Verão de 2000 em Sydney e ocuparam a nona posição final, repetindo o resultado no Aberto de Dalian, ainda atuou com Laura Bruschini obtendo o nono lugar no Aberto de Gstaad e o décimo terceiro posto no Grand Slam de Chicago.E novamente com Lucilla Perrotta, terminou no nono posto no Campeonato Europeu de Voleibol de Praia de 2001 na cidade de Jesolo, da mesma forma no Campeonato Mundial em Klagenfurt, depois nos Jogos da Boa Vontade de 2001 em Brisbane terminaram no sétimo posto e entre as etapas do circuito mundial de 2001, terminaram no décimo sétimo lugar no Aberto de Gstaad e no Grand Slam de Marselha, no décimo terceiro lugar nos Abertos de Macau, Cagliari, Gran Canarias e Fortaleza, no nono lugar no Aberto de Espinho e conquistaram o bronze no Aberto de Hong Kong.
Em nova jornada ao lado de Lucilla Perrotta , participaram no Campeonato Europeu de 2002 na Basileia e conquistaram a medalha de ouro, estiveram com bons resultados no circuito mundial de 2002, obtendo o nono lugar nos Grand Slams de  Marselha e Klagenfurt, nos Abertos de Stavanger, Rodes, Osaka e Maiorca, quinto posto nos Abertos de Madrid, Gstaad, Montreal e Maoming.
Em 2003, permaneceu competindo com Lucilla Perrotta e  obtiveram a medalha de bronze no Campeonato Europeu de 2003, este sediado em Alânia, obtendo o trigésimo terceiro lugar no Campeonato Mundial de 2003 no Rio de Janeiro, e no circuito mundial, ocuparam o vigésimo quinto posto no Aberto de Oska,o décimo sétimo lugar no Aberto de Gstaad e nos Grand Slams de Berlim, Klagenfurt e Los Angeles, os nonos lugares nos Abertos de Rodes e Stavanger, assim como no Grand Slam de Marselha, e o quinto lugar no Aberto de Milão.
Esteve competindo com Lucilla Perrotta e obtiveram a medalha de bronze no Campeonato Europeu de 2004 em Timmendorfer Strand e o mesmo feito no Challenge de Cagliari.No circuito mundial de 2004 obtiveram juntas o quinto posto no Grand Slam de Berlim, nos Abertos de Maiorca e de Milão, mesmo posto obtido  em Atenas nos Jogos Olímpicos de 2004 finalizaram no quinto lugar, ainda em sétimo posto no Grand Slam de Marselha e no Aberto do Rio de Janeiro, em vigésimo quinto posto no Aberto de Gstaad,  décimo sétimo posto nos Abertos de Rodes, Xangai, Osaka e Stavanger, e o décimo sétimo posto no Grand Slam de Klagenfurt.
Em 2005 iniciou com Lucilla Perrotta conquistaram o vigésimo quinto posto no Campeonato Mundial de Berlim, e nos eventos do circuito mundial obteve os resultados, o nono no Aberto de Xangai, o décimo sétimo lugar no Aberto de Cidade do Cabo, em décimo terceiro lugar no Aberto de Acapulco e em nono no Aberto de Salvador.
Em 2006,  continuou com Lucilla Perrotta conquistaram o décimo terceiro lugar no Campeonato Europeu de Haia, e no circuito mundial, terminaram em vigésimo quinto lugar no Grand Slam de Gstaad, no décimo sétimo posto nos Grand Slams de Stavanger e Klagenfurt, e nos Abertos de Modena, Montreal e Acapulco, em décimo terceiro posto no Grand Slam de Paris e nos Abertos de Xangai e São Petersburgo, o nono lugar no Aberto de Marselha e com Daniela Gioria terminou em décimo sétimo posto no Aberto de Warsaw e Porto Santo.
Na temporada de 2007, iniciou com Giulia Momoli, no Aberto de Xangai e finalizaram na décima sétima posição,  em seguida voltou ao lado de Lucilla Perrotta para os demais eventos, ocuparam o décimo terceiro lugar no Aberto de Espinho, o trigésimo terceiro posto no Aberto de Phuket e nos Grand Slams de Paris e Berlim, vigésimo quinto lugar nos Abertos de Kristiansand e Marselha, décimo sétimo posto  no Aberto de Montreal e nos Grand Slams de Stavanger e Klagenfurt,  e trigésimo sétimo no Campeonato Mundial de Gstaad.Com Lucilla Perrottadisputou a temporada de 2008 do circuito mundial e conquistaram como melhores resultados, o décimo sétimo posto  nos Abertos de Adelaide e Osaka, décimo terceiro posto no Aberto de Stare Jablonki e o nono lugar no Aberto de Marselha, se aposentando nesta jornada.

## Títulos e resultados
- Aberto de Hong Kong do Circuito Mundial de Vôlei de Praia de 2001